# Машница
Машница је насеље у општини Плав у Црној Гори. Према попису из 2011. било је 262 становника (према попису из 2003. било је 299 становника).

## Демографија
У насељу Машница живи 227 пунолетних становника, а просечна старост становништва износи 39,6 година (37,7 код мушкараца и 41,7 код жена). У насељу има 93 домаћинства, а просечан број чланова по домаћинству је 3,22.
Ово насеље је углавном насељено Србима (према попису из 2003. године), а у последња три пописа, примећен је пад у броју становника.
|  |

| Демографија | Демографија | Демографија |
| Година      | Становника  | Становника  |
| ----------- | ----------- | ----------- |
|             |             |             |
|             |             |             |
|             |             |             |
|             |             |             |
| 1948.       | 374         |             |
| 1953.       | 435         |             |
| 1961.       | 445         |             |
| 1971.       | 400         |             |
| 1981.       | 408         |             |
| 1991.       | 352         | 351         |
| 2003.       | 314         | 299         |
| 2011.       |             | 262         |

| Национални састав према попису из 2003.‍ | Национални састав према попису из 2003.‍ | Национални састав према попису из 2003.‍ | Национални састав према попису из 2003.‍ | Национални састав према попису из 2003.‍ |
| --------------------------------------- | --------------------------------------- | --------------------------------------- | --------------------------------------- | --------------------------------------- |
|                                         |                                         |                                         |                                         |                                         |
| Срби                                    | Срби                                    |                                         | 212                                     | 70,90%                                  |
| Црногорци                               | Црногорци                               |                                         | 80                                      | 26,75%                                  |
| Мађари                                  | Мађари                                  |                                         | 1                                       | 0,33%                                   |
| Југословени                             | Југословени                             |                                         | 1                                       | 0,33%                                   |

| Национални састав према попису из 2011.‍ | Национални састав према попису из 2011.‍ | Национални састав према попису из 2011.‍ | Национални састав према попису из 2011.‍ | Национални састав према попису из 2011.‍ |
| --------------------------------------- | --------------------------------------- | --------------------------------------- | --------------------------------------- | --------------------------------------- |
|                                         |                                         |                                         |                                         |                                         |
| Срби                                    | Срби                                    |                                         | 200                                     | 76,34%                                  |
| Црногорци                               | Црногорци                               |                                         | 51                                      | 19,47%                                  |
| неизјашњени                             | неизјашњени                             |                                         | 6                                       | 2,29%                                   |

| Година пописа     | 1948. | 1953. | 1961. | 1971. | 1981. | 1991. | 2003. |
| ----------------- | ----- | ----- | ----- | ----- | ----- | ----- | ----- |
| Број домаћинстава | 78    | 91    | 101   | 89    | 89    | 101   | 95    |

| Број чланова      | 1  | 2  | 3  | 4  | 5  | 6 | 7  | 8 | 9 | 10 и више | Просек |
| ----------------- | -- | -- | -- | -- | -- | - | -- | - | - | --------- | ------ |
| Број домаћинстава | 93 | 21 | 20 | 16 | 13 | 8 | 11 | 1 | 2 | 1         | 0      |

| Пол    | Укупно | Неожењен/Неудата | Ожењен/Удата | Удовац/Удовица | Разведен/Разведена | Непознато |
| ------ | ------ | ---------------- | ------------ | -------------- | ------------------ | --------- |
| Мушки  | 125    | 54               | 64           | 4              | 3                  | 0         |
| Женски | 119    | 32               | 64           | 21             | 2                  | 0         |
| УКУПНО | 244    | 86               | 128          | 25             | 5                  | 0         |

| Пол    | Укупно                    | Пољопривреда, лов и шумарство | Рибарство                            | Вађење руде и камена | Прерађивачка индустрија       |
| ------ | ------------------------- | ----------------------------- | ------------------------------------ | -------------------- | ----------------------------- |
| Мушки  | 39                        | 5                             | 0                                    | 0                    | 9                             |
| Женски | 14                        | 1                             | 0                                    | 0                    | 0                             |
| УКУПНО | 53                        | 6                             | 0                                    | 0                    | 9                             |
| Пол    | Производња и снабдевање   | Грађевинарство                | Трговина                             | Хотели и ресторани   | Саобраћај, складиштење и везе |
| Мушки  | 1                         | 1                             | 1                                    | 0                    | 0                             |
| Женски | 0                         | 0                             | 0                                    | 0                    | 1                             |
| УКУПНО | 1                         | 1                             | 1                                    | 0                    | 1                             |
| Пол    | Финансијско посредовање   | Некретнине                    | Државна управа и одбрана             | Образовање           | Здравствени и социјални рад   |
| Мушки  | 1                         | 1                             | 13                                   | 4                    | 1                             |
| Женски | 1                         | 0                             | 2                                    | 7                    | 0                             |
| УКУПНО | 2                         | 1                             | 15                                   | 11                   | 1                             |
| Пол    | Остале услужне активности | Приватна домаћинства          | Екстериторијалне организације и тела | Непознато            | Непознато                     |
| Мушки  | 2                         | 0                             | 0                                    | 0                    | 0                             |
| Женски | 1                         | 0                             | 0                                    | 1                    | 1                             |
| УКУПНО | 3                         | 0                             | 0                                    | 1                    | 1                             |